# Suikoden V
Suikoden V (titre original, Gensôsuikoden) est un jeu vidéo de rôle de 2006 développé et édité par la société japonaise Konami sur PlayStation 2.
Il fait partie de la série Suikoden.

## Scénario

### Synopsis
L'histoire prend place dans le royaume de Faléna, dirigé par la Reine Arshtaat. Depuis des générations, la famille royale dispose d'un pouvoir incroyable grâce à la rune Solaire ainsi qu'aux runes de l'Aube et du Crépuscule. Deux ans auparavant, la rune de l'Aube fut volée pendant une manifestation des habitants de Lordlake. La Reine prit alors la rune Solaire et dévasta le village de Lordlake.
Les Jeux Sacrés vont commencer. Le vainqueur aura l'honneur d'épouser la princesse Lymsleia et de devenir le futur Commandant des Chevaliers de la Reine. Durant l'évènement, le Prince de Faléna (incarné par le joueur), veille sur la sécurité de sa chère sœur. Mais le tournoi va marquer le début de tragiques événements qui auront de lourdes répercussions sur Faléna...

## Système de jeux
Suikoden V renoue avec la tradition qui fit le succès de la saga, en particulier avec le deuxième opus. On retrouve de nouveau des combats à 6 personnages, une histoire dense et mature et la traditionnelle quête des 108 Étoiles du Destin (elle permet d'obtenir la meilleure fin possible).[passage promotionnel]

### Les personnages principaux
Le Prince est le héros de cette histoire. Comme beaucoup de héros de RPG et tous les autres Etoile Tenkai de la saga (exception faite du second tenkai du 3 et des épisodes hors série) il est muet et on peut choisir son nom en début de partie. Son arme est une combinaison du bâton, l'arme de base des héros de la série, et du nunchaku de Nanami de Suikoden II.
Lyon est la garde du corps et la meilleure amie du Prince. Adoptée par Férid, le père du Prince, Lyon cache pourtant un lourd secret liée à son passé et son adoption par Férid. Elle n'en demeure pas moins un personnage joyeux qui apporte au Prince un soutien sans faille. Elle se bat avec une épée rétractable.
Lymsleia est la petite sœur du Prince et l'héritière du trône de Falenas. Âgée de seulement 10 ans, elle est très attachée à son frère, de manière presque possessive. Malgré son côté puéril, elle a bien conscience de sa future tâche de reine. Elle voit néanmoins d'un mauvais goût le tournoi organisé en son honneur et qui va déterminer son futur époux et qui va être le déclencheur de bon nombre de tensions dans tout le royaume.
Georg Prime est un Chevalier et le meilleur ami de Férid. Ces derniers se connaissent depuis des années et Férid a une totale confiance en Georg qui s'occupe de protéger le Prince lors des voyages dangereux. Au combat, c'est un des plus redoutable guerrier du jeu en dépit du bandeau qui lui cache un œil. Georg Prime était un personnage apparu dans Suikoden II qui se passe des années plus tard et où il apparaît vieilli.

## Accueil
Ce cinquième opus est généralement considéré par la critique et la communauté comme le meilleur de la série depuis Suikoden II. Le système de combat est jugé solide et à haute teneur stratégique, l'histoire est considéré riche et envoûtante et le character design, maîtrisé. La sobriété de réalisation technique, notamment avec une 3D basique, est le principal "défaut" cité,.
Le jeu fut vendu environ 30 € en Europe.